# 1941 en Suisse
Chronologie de la Suisse
- 1937
- 1938
- 1939
- 1940
- 1941
- 1942
- 1943
- 1944
- 1945

Chronologie de la Suisse
1940 en Suisse - 1941 en Suisse - 1942 en Suisse

## Gouvernement au1erjanvier 1941
- Conseil fédéral[1]:
  - Ernst Wetter PRD, président de la Confédération
  - Philipp Etter PDC, vice-président de la Confédération
  - Enrico Celio PDC
  - Walther Stampfli PRD
  - Eduard von Steiger UDC
  - Karl Kobelt PRD
  - Marcel Pilet-Golaz PRD

## Événements

### Janvier
Lundi 13 janvier 
- Décès à Zurich, à l’âge de 59 ans, de l’écrivain irlandais James Joyce.

 Mardi 14 janvier 
- Aux termes d’un accord intervenu entre l’Allemagne et la France, les soldats français internés en Suisse rentrent dans leur pays, Leur matériel de guerre est livré à l’Allemagne. Les internés polonais restent provisoirement en Suisse.

### Février
Samedi 1er février 
- Introduction d’une carte spéciale concernant le rationnement du savon.

 Mardi 4 février 
- Importantes chutes de neige en Suisse orientale. A Saint-Gall, il tombe 40 centimètres de neige en 24 heures, ce qui constitue un nouveau record.

### Mars
Dimanche 2 mars 
- Elections cantonales en Valais. Maurice Troillet (PDC), Cyrille Pitteloud (PDC), Oscar de Chastonay (PDC), Karl Anthamatten (PDC) et Albano Fama (PRD) sont élus au Conseil d’Etat lors du 1er tour de scrutin.

 Dimanche 9 mars 
- Votations fédérales. Le peuple rejette, par 452 873 non (59,8 %) contre 304 867 oui (40,2 %), l’initiative populaire « concernant la révision du régime de l'alcool »

 Mardi 18 mars 
- Le Conseil fédéral assujettit les réfugiés fortunés à un impôt de solidarité destiné à financer les œuvres d’entraide pour les émigrants.

 Mercredi 19 mars 
- Inauguration des installations portuaires d’Au et de Birsfelden (BL), sur le Rhin.

### Avril
Mardi 1er avril 
- Introduction de coupons de repas pour manger dans les restaurants.

 Vendredi 4 avril 
- Création de l’escadre de surveillance au sein des Forces aériennes suisses, chargée de défendre l’espace aérien suisse.

 Mercredi 9 avril 
- Un arrêté du Conseil fédéral crée la marine marchande suisse, formée de quatorze unités naviguant en mer.

 20 avril 
- Dans un contexte diplomatique tendu, l'équipe de Suisse de football bat l'Allemagne sur le score de 2-1 à Berne.

### Mai
Lundi 5 mai 
- La Suisse adopte l’heure d’été.

 Mercredi 14 mai 
- Exécution à Berlin, à l’âge de 25 ans, de Maurice Bavaud, un jeune Neuchâtelois qui tenta d’assassiner Adolf Hitler en 1938.

 Vendredi 16 mai 
- Les mercredis et vendredis sont décrétés jours sans viande.

 Jeudi 22 mai 
- Inauguration du sanatorium de Montana (VS).

### Juin
Vendredi 6 juin 
- Décès à Detroit (États-Unis), à l’âge de 62 ans, du constructeur automobile Louis Chevrolet, natif de La Chaux-de-Fonds.

 Jeudi 12 juin 
- Quatre élus romands réputés communistes sont exclus du Conseil national.
- Décès à Lausanne, à l’âge de 60 ans, de l’écrivain Guy de Pourtalès.

 Samedi 14 juin 
- Les États-Unis décident de bloquer le stock d’or suisse déposé dans ce pays pour des raisons de sécurité.

 Dimanche 15 juin 
- Le FC Lugano s’adjuge, pour la deuxième fois de son histoire, le titre de champion de Suisse de football.
- Décès à Lausanne, à l’âge de 71 ans, d’Henri Bersier, ancien directeur de la Bibliothèque cantonale et universitaire de Lausanne.

 Vendredi 27 juin 
- Le Conseil fédéral prononce la dissolution de la Fédération socialiste suisse, assimilée à une organisation communiste.

### Juillet
Jeudi 17 juillet 
- Décès à Genève, à l’âge de 58 ans, de l’aviateur Armand Dufaux.

 Mardi 29 juillet 
- Le Conseil fédéral institue l’impôt sur le chiffre d’affaires (ICHA).
- Un train de marchandises déraille au-dessus de Giornico (TI). Des wagons en feu tombent sur une cabane de cheminots et une baraque militaire, tuant deux employés et cinq soldats.

 Jeudi 31 juillet 
- Début des festivités du 650e anniversaire de la Confédération à Schwytz.

### Août
Vendredi 1er août 
- Dans le cadre des festivités du 650e anniversaire de la Confédération, le Guillaume Tell de Friedrich Schiller est joué sur la prairie du Grütli (UR).

 Mercredi 20 août 
- Décès à Vevey (VD), à l’âge de 84 ans, d’Emile Gaudard, ancien abbé-président de la Confrérie des vignerons.

 Dimanche 24 août 
- Le Suisse Josef Wagner remporte le Tour de Suisse cycliste.

### Septembre
Mardi 23 septembre 
- Une collision de trains entre Wichtrach et Kiesen (BE) provoque la mort de 10 personnes. On dénombre encore 27 blessés.

 Jeudi 25 septembre 
- L'explosion de l'ouvrage miné de la route principale Montreux-Villeneuve entre le fort de Chillon[2]  et le château de Chillon détruisent la route et la voie ferrée lors du passage d’un train à Veytaux (VD). Sept personnes perdent la vie[3].

### Octobre
Mercredi 15 octobre 
- Le Conseil fédéral édicte des mesures contre la pénurie de logements.

### Novembre
Vendredi 7 novembre 
- Décès à Zurich, à l’âge de 45 ans, de l’écrivain Albin Zollinger.

 Dimanche 9 novembre 
- Elections cantonales à Neuchâtel. Jules Humbert-Droz (PLS), Edgar Renaud (PPN) et Jean-Louis Barrelet (PRD) sont élus au Conseil d’Etat lors du 1er tour de scrutin.
- Décès à Pully (VD), à l’âge de 79 ans, du journaliste Emile Bonjour.

 Mardi 11 novembre 
- Décès à Genève, à l’âge de 45 ans, de l’écrivain René-Louis Piachaud, qui se tue en nettoyant une arme à feu.

 Dimanche 23 novembre 
- Une avalanche emporte un groupe d’étudiants neuchâtelois au Glacier du Rhône. Cinq jeunes gens sont tués.

 Dimanche 30 novembre 
- Elections cantonales à Neuchâtel.Camille Brandt (PSS) et Léo Du Pasquier (Ralliement neuchâtelois) sont élus au Conseil d’Etat lors du 2e tour de scrutin.

### Décembre
Mercredi 10 décembre 
- Election au Conseil fédéral d’Eduard von Steiger (UDC) et de Karl Kobelt (PRD).